# 博洛特尼亞河 (格尼拉利帕河支流)
博洛特尼亞河（烏克蘭語：Болотня），是烏克蘭西部的河流，屬於格尼拉利帕河的左支流。該河發源自博洛特尼亞，流經利維夫州的利維夫區河道全長13公里。